# Xie Ming
Xie Ming (chinesisch 谢明, Pinyin Xiè Míng; * 6. November 1982) ist ein ehemaliger chinesischer Eishockeytorwart, der fünf Jahre für chinesische Mannschaften in der Asia League Ice Hockey spielte.

## Karriere
Xie Ming begann seine Karriere als Eishockeyspieler in der regionalen Amateurmannschaft aus Qiqihar, für deren Profiteam er 2005 in der Asia League Ice Hockey debütierte. Auch 2006/07, als sich die Mannschaft Changchun Fu'ao nannte, spielte er in der ALIH. 2007 schloss sich Changchun Fu'ao mit dem Hosa Ice Hockey Team aus Harbin zu den China Sharks zusammen, für die Xie fortan aktiv war und auch weiterhin spielte, als sich die Mannschaft 2009 in China Dragon umbenannte. 2010 kehrte er nach Qiqihar zurück und spielte wieder für die dortige Amateurtruppe, bei der er 2012 seine Karriere beendete.

### International
Sein Debüt in der chinesischen Nationalmannschaft gab Xie Ming bei der Weltmeisterschaft 2006 in der Division II. Auch 2009, 2010, als er hinter dem Esten Mark Rajewski sowohl die zweitbeste Fangquote als auch den zweitbesten Gegentorschnitt des Turniers erreichte, 2011 und 2012 spielte er mit der Mannschaft aus dem Reich der Mitte in der Division II.

## Erfolge und Auszeichnungen
- 2006 Aufstieg in die Division I bei der Weltmeisterschaft der Division II, Gruppe B